# Política de vacunación
La política de vacunación es la política de salud que adopta un gobierno en relación con la vacunación. Las políticas de vacunación se han desarrollado durante aproximadamente dos siglos desde la invención de la vacunación con el propósito de erradicar la enfermedad o crear una inmunidad colectiva para la población que el gobierno pretende proteger. Comités asesores de vacunación dentro de cada país suelen ser responsables de proporcionar información a los gobiernos que se utiliza para tomar decisiones basadas en la evidencia con respecto a la vacuna y la política de inmunización.
Las vacunas son voluntarias en algunos países y obligatorias en otros, y las políticas de vacunación obligatorias a veces generan oposición. Algunos gobiernos pagan todo o parte de los costos de las vacunas en un calendario nacional de vacunación. Los análisis de costo-beneficio de las vacunas han demostrado que existe un incentivo económico para implementar políticas de vacunación, ya que las vacunas pueden salvar un número significativo de vidas y de costos.
Generalmente, el suministro de vacunas está altamente regulado por el gobierno local. Además, debido al alto costo de desarrollar una vacuna, los precios de las vacunas son en su mayoría altos. Por lo tanto, la política de vacunas se ve afectada por las regulaciones y la competencia.

## Objetivos

Ilustración de cómo la inmunidad colectiva previene la propagación de enfermedades en una población

### Inmunidad e inmunidad colectiva
Las políticas de vacunación tienen como objetivo producir inmunidad frente a enfermedades prevenibles . Además de la protección individual contra la enfermedad, algunas políticas de vacunación también tienen como objetivo proporcionar inmunidad colectiva a la comunidad en su conjunto . La inmunidad colectiva se refiere a la idea de que el patógeno tendrá problemas para propagarse cuando una parte importante de la población tiene inmunidad contra él. Esto protege a quienes no pueden recibir la vacuna debido a afecciones médicas, como trastornos inmunitarios.  Sin embargo, para que la inmunidad colectiva sea eficaz en una población, la mayoría de los que son elegibles para la vacuna deben estar vacunados.
Los requisitos de vacunación estatales y locales para la guardería y el ingreso a la escuela son herramientas importantes para mantener altas tasas de cobertura de vacunación y, a su vez, tasas más bajas de enfermedades prevenibles por vacunación (VPD).
Las enfermedades prevenibles con vacunas siguen siendo una causa común de mortalidad infantil con un estimado de tres millones de muertes cada año.  Cada año, la vacunación previene entre dos y tres millones de muertes en todo el mundo, en todos los grupos de edad, por difteria, tétanos, tos ferina y sarampión. 

### Erradicación de enfermedades
Con algunas vacunas, el objetivo de las políticas de vacunación es erradicar la enfermedad, desaparecer de la Tierra por completo. La Organización Mundial de la Salud (OMS) coordinó el esfuerzo para erradicar la viruela a nivel mundial mediante la vacunación, el último caso natural de viruela fue en Somalia en 1977.  sarampión , las paperas y la rubéola endémicas se han eliminado mediante la vacunación en Finlandia.  El 14 de octubre de 2010, la Organización de las Naciones Unidas para la Agricultura y la Alimentación declaró que se había erradicado la peste bovina .  La OMS está trabajando actualmente para erradicar la poliomielitis , que fue erradicado en África en agosto de 2020 y solo permaneció en Pakistán y Afganistán en ese momento.

### Objetivos individuales versus grupales
Los individuos intentarán minimizar el riesgo de enfermedad y pueden solicitar la vacunación para ellos o sus hijos si perciben una alta amenaza de enfermedad y un bajo riesgo de vacunación.  Sin embargo, si un programa de vacunación reduce con éxito la amenaza de enfermedad, puede reducir el riesgo percibido de enfermedad lo suficiente como para que la estrategia óptima de una persona sea alentar a todos, excepto a su familia, a vacunarse, o (más en general) rechazar la vacunación una vez. las tasas de vacunación alcanzan un cierto nivel, incluso si este nivel está por debajo del óptimo para la comunidad.  Por ejemplo, un estudio de 2003 encontró que un ataque bioterrorista con virueladaría lugar a condiciones en las que es poco probable que la vacunación voluntaria alcance el nivel óptimo para los EE. UU. en su conjunto,  y un estudio de 2007 encontró que las epidemias graves de influenza no se pueden prevenir mediante la vacunación voluntaria sin ofrecer ciertos incentivos.  gobiernos a menudo permiten exenciones a las vacunas obligatorias por razones religiosas o filosóficas, pero la disminución de las tasas de vacunación puede provocar la pérdida de la inmunidad colectiva , lo que aumenta sustancialmente los riesgos incluso para las personas vacunadas.  Sin embargo, las políticas de vacunación obligatoria plantean problemas éticos con respecto a los derechos de los padres y el consentimiento informado .

## Vacunación obligatoria
En diversas zonas ocasiones los gobiernos y otras instituciones han establecido políticas que exigen la vacunación, con el objetivo de reducir el riesgo de enfermedad. Por ejemplo, una ley de 1853 requirió la vacunación universal contra la viruela en Inglaterra y Gales , con multas impuestas a las personas que no cumplieran.  En los Estados Unidos por ejemplo, la Corte Suprema dictaminó en Jacobson v. Massachusetts (1905) que los estados tienen la autoridad para exigir la vacunación contra la viruela durante una epidemia de viruela.  Los 50 estados de EE. UU. exigen que los niños sean vacunados para asistir a la escuela pública,  aunque 47 estados proporcionan exenciones basadas en creencias religiosas o filosóficas. La vacunación forzosa (a diferencia de las multas o el rechazo de los servicios) es poco común y, por lo general, solo ocurre como una medida de emergencia durante un brote. Algunos otros países también siga esta práctica. La vacunación obligatoria reduce en gran medida las tasas de infección de las enfermedades contra las que protegen las vacunas.  Estas políticas despertaron la resistencia de una variedad de grupos, llamados colectivamente anti-vacunacionistas , que objetaron por motivos éticos, políticos, de seguridad médica, religiosos y otros.  Otras razones, como que las disparidades y ser una minoría étnica pueden impedir un acceso razonable a las vacunas.
Las objeciones comunes incluían el argumento de que los gobiernos no deberían infringir la libertad de una persona para tomar decisiones médicas por sí misma o por sus hijos, o afirmaciones de que las vacunas propuestas eran peligrosas.  Muchas políticas de vacunación modernas permiten exenciones para personas con sistemas inmunitarios comprometidos, alergias a los componentes de la vacuna u objeciones muy arraigadas.  También se ha argumentado que para que la vacunación prevenga eficazmente la enfermedad, no solo debe haber vacunas disponibles y una población dispuesta a inmunizar, sino también la capacidad suficiente para rechazar la vacunación basándose en creencias personales.
En 1904 en la ciudad de Río de Janeiro , Brasil, luego de un programa de renovación urbana que desplazó a muchos pobres, un programa gubernamental de vacunación obligatoria contra la viruela desencadenó la Revuelta de las Vacunas , varios días de disturbios con considerables daños materiales y varias muertes. 

La vacunación obligatoria es una cuestión política difícil, que requiere que las autoridades equilibren la salud pública con la libertad individual:
"La vacunación es única entre los requisitos obligatorios de facto en la era moderna, que requiere que las personas acepten la inyección de un medicamento o agente medicinal en sus cuerpos, y ha provocado una oposición enérgica. Esta oposición comenzó con las primeras vacunas, no ha cesado, Y probablemente nunca lo hará. De esta comprensión surge una cuestión difícil: ¿cómo deberían las principales autoridades médicas abordar el movimiento contra la vacunación? Una reacción pasiva podría interpretarse como un peligro para la salud de la sociedad, mientras que un enfoque de mano dura puede amenazar los valores de la sociedad. libertad individual y libertad de expresión que valoramos ". 
Un dilema ético surge cuando los proveedores de atención médica intentan persuadir a las familias que dudan de las vacunas para que las reciban, ya que esta persuasión puede llevar a violar su autonomía.  investigación de diferentes tipos de políticas de vacunación encuentra pruebas sólidas de que las órdenes permanentes y permitir que los trabajadores de la salud sin autoridad de prescripción (como enfermeras) administren vacunas en circunstancias definidas aumenta las tasas de vacunación y evidencia suficiente de que requerir vacunas antes de asistir a la guardería y la escuela también lo hace.  Sin embargo, no hay evidencia suficiente para evaluar la efectividad de requerir vacunas como condición para el hospital y otros trabajos de atención médica. 
Muchos países, incluidos Canadá, Alemania, Japón y los Estados Unidos, tienen requisitos específicos para informar los efectos adversos relacionados con las vacunas, mientras que otros países, como Australia, Francia y el Reino Unido, incluyen vacunas en sus requisitos generales para informar sobre lesiones asociadas con tratamientos médicos. .  Varios países tienen tanto la vacunación obligatoria como programas nacionales para la compensación de las lesiones presuntamente causadas por la vacunación.

### Los padres contra los derechos de los niños
El especialista en ética médica Arthur Caplan sostiene que los niños tienen derecho a la mejor atención médica disponible, incluidas las vacunas, independientemente de las opiniones de los padres sobre las vacunas, y dice que "los argumentos sobre la libertad médica y la elección están en desacuerdo con los derechos humanos y constitucionales de los niños. Cuando los padres ganaron "No protegerlos, los gobiernos deben".  Sin embargo, las entidades gubernamentales, como los servicios de protección infantil, solo pueden intervenir cuando los padres dañan directamente a su hijo a través del abuso o la negligencia. Aunque retener la atención médica cumple con los criterios de abuso o negligencia, rechazar las vacunas no lo hace, ya que el niño no está siendo dañado directamente.
Para prevenir la propagación de enfermedades por personas no vacunadas, algunas escuelas y cirugías médicas han prohibido la inscripción de niños no vacunados, incluso cuando no lo exija la ley.  negativa de los médicos a tratar a niños no vacunados puede causar daños tanto al niño como a la salud pública, y puede considerarse poco ético si los padres no pueden encontrar otro proveedor de atención médica para el niño.  opinión sobre esto está dividida, con la asociación profesional más grande, la Academia Estadounidense de Pediatría , que dice que la exclusión de niños no vacunados puede ser una opción en circunstancias estrictamente definidas. 
Un ejemplo histórico es el brote de sarampión en Filadelfia de 1990-1991 , que ocurrió en una comunidad de curación por fe antivacunación , causando la muerte de nueve niños. Se obtuvieron órdenes judiciales para que los niños infectados recibieran tratamiento médico que les salvara la vida en contra de los deseos de sus padres, y también para que lose  niños sanos fueran vacunados sin el consentimiento de los padres.

## Evaluación de la política de vacunación

### Las vacunas como externalidad positiva
La promoción de altos niveles de vacunación produce el efecto protector de la inmunidad colectiva , así como externalidades positivas en la sociedad.  La vacunación a gran escala es un bien público , en el sentido de que los beneficios que obtiene un individuo de la vacunación a gran escala no son rivales ni excluibles, y dadas estas características, las personas pueden evitar los costos de la vacunación mediante el "aprovechamiento gratuito "  de los beneficios de que otros estén vacunados.  Los costos y beneficios para los individuos y la sociedad se han estudiado y criticado en diseños de población estable y cambiante. Otras encuestas han indicado que existen incentivos de aprovechamiento gratuito en las decisiones individuales,  y en un estudio separado que analizó la elección de vacunación de los padres, el estudio encontró que los padres tenían menos probabilidades de vacunar a sus hijos si los amigos de sus hijos ya habían sido vacunados.

### Confianza en la vacunación
La confianza en las vacunas y en el sistema de salud es un elemento importante de los programas de salud pública que tienen como objetivo entregar vacunas que salvan vidas. La confianza en la vacunación y la atención de la salud es un indicador importante del trabajo del gobierno y la eficacia de la política social. El éxito en la superación de enfermedades y en la vacunación depende del nivel de confianza en la vacuna y la atención médica. La falta de confianza en las vacunas y los programas de inmunización puede llevar al rechazo de las vacunas, al riesgo de brotes de enfermedades y a desafiar los objetivos de inmunización en entornos de ingresos altos y bajos. Las comunidades médica y científica se enfrentan a un desafío en lo que respecta a las vacunas, a saber, aumentar la confianza con la que el público en general considera todo el esfuerzo. De hecho, ganarse la confianza del público en la salud pública es un gran desafío. Precisamente, estudiando la confianza en las vacunas, entender los factores que inciden en la reducción de la confianza permite a las autoridades construir una campaña de vacunación eficaz y estrategias de comunicación para combatir la enfermedad. La confianza es un parámetro clave con el que trabajar antes y durante la realización de campañas de vacunación. El estado es responsable de proporcionar una comunicación inteligente e informar a la población sobre enfermedades, vacunas y riesgos. De acuerdo con las recomendaciones de la OMS, el estado debería: trabajar a largo plazo para desarrollar la resiliencia de la población contra los rumores y los temores de las vacunas, construir un programa sólido que esté bien preparado para responder a cualquier evento que pueda erosionar la confianza; responder de inmediato a cualquier evento que pueda erosionar la confianza en las autoridades sanitarias y de vacunación. La confianza es un parámetro clave con el que trabajar antes y durante la realización de campañas de vacunación.
Por otro lado, debe reconocerse la soberanía de los individuos sobre su propio cuerpo y decisiones médicas; una de las formas de promover éste reconocimiento ha sido la promoción del aforismo "Mi cuerpo, mi elección."

## Organizaciones internacionales
En 2006, la Organización Mundial de la Salud y UNICEF crearon la Visión y Estrategia de Inmunización Global (GIVS). Esta organización creó una estrategia de diez años con cuatro objetivos principales: 
- para inmunizar a más personas contra más enfermedades
- Introducir una gama de vacunas y tecnologías recientemente disponibles.
- para integrar otras intervenciones de salud críticas con la inmunización
- gestionar los programas de vacunación en el contexto de la interdependencia global

El Plan de acción mundial de vacunación fue creado por la Organización Mundial de la Salud y respaldado por la Asamblea Mundial de la Salud en 2012. El plan que se establece de 2011 a 2020 tiene como objetivo "fortalecer la inmunización de rutina para cumplir con los objetivos de cobertura de vacunación; acelerar el control de las vacunas prevenibles enfermedades con la erradicación de la poliomielitis como primer hito; introducir vacunas nuevas y mejoradas y estimular la investigación y el desarrollo para la próxima generación de vacunas y tecnologías ".